# Молодые глобальные лидеры
Молоды́е глоба́льные ли́деры (англ. Young Global Leaders) — независимая некоммерческая организация из Женевы, работающая под наблюдением правительства Швейцарии; создана в 2004 году основателем Всемирного экономического форума Клаусом Швабом. Управляется советом из 12 человек: Рании аль-Абдуллы, королевы Иордании, Мариссы Мэйер, директора компании «Yahoo!», Джимми Уэйлса, сооснователя Википедии, и других.

## История
Была основана Клаусом Швабом в 2004 году. Группа была создана на 1 миллион долларов, который Шваб получил, выиграв премию Дэна Дэвида «Молодые глобальные лидеры» участвовали в ежегодном собрании Новых Чемпионов, также известных как «летний Давос»..

## Описание
BusinessWeek описывает организацию как «самую эксклюзивную частную социальную сеть в мире», в то время как сама организация описывает своих членов как «голос будущего и надежды следующего поколения».

## Процесс выбора
«Молодые глобальные лидеры» из 70 стран назначаются выпускниками на шестилетний испытательный срок и подлежат вето[уточнить] во время процесса отбора. Кандидаты должны быть моложе 38 лет во время принятия и должны очень успешно работать в своих областях.